# Kathryn Beaumont
Kathryn Beaumont (Londres, Inglaterra, Reino Unido, 27 de junio de 1938) es una actriz de cine y voz, cantante y profesora británica. Es conocida por haber prestado su voz en las versiones de Disney de Alicia en el país de las maravillas —interpretando a Alicia— y Peter Pan —interpretando a Wendy Darling—. Walt Disney la seleccionó personalmente después de ver En una isla contigo, en la que Kathryn dispuso de un pequeño papel. También interpretó a Alicia en dos episodios de la serie de dibujos animados House of Mouse.

## Biografía
Kathryn Beaumont nació en Londres en 1938. Sus padres, Kenneth y Evelyn, habían trabajado en diferentes sectores del espectáculo. Kathryn se tuvo que mudar a Bangor, Gales, en 1940 a causa de los bombardeos que sufrió la ciudad londinense durante el Blitz alemán. Tres años más tarde, participó en la comedia romántica It Happened One Sunday, producida por la sociedad de televisión británica Associated British Corporation.

## Filmografía
- It Happened One Sunday (1944) — Jill Buckland
- En una isla contigo (1948) — Penelope Peabody
- El jardín secreto (1949) — Muriel
- El desafío de Lassie (1949) — Tenement Child
- One Hour in Wonderland (1950) — Ella misma/Alicia
- Operation Wonderland (1951) — Ella misma/Alicia
- What's My Line (1951) — Ella misma (segundo episodio)
- The Fred Waring Show (1951) — Alicia
- Alicia en el país de las maravillas (1951) — Alicia
- From All of Us to All of You (1951) — Alicia
- Peter Pan (1953) — Wendy Moira Angela Darling
- Climax! (1955) — Hija de Dorrant
- TV Reader's Digest (1955) — Priscilla Mullins
- The Raggy Dolls (1986) — Princess
- Disney's Villains' Revenge (1999) (video game) — Alicia
- Kingdom Hearts (2002) (videojuego) — Alicia, Wendy Darling
- House of Mouse (2002) — Alicia (en dos episodios)
- 101 dálmatas 2 (2003) — Voces adicionales
- BBC Breakfast (2007) — Ella misma
- Kingdom Hearts Birth by Sleep (2010) (videojuego) — Abuela de Kairi